# سیارک ۳۴۵

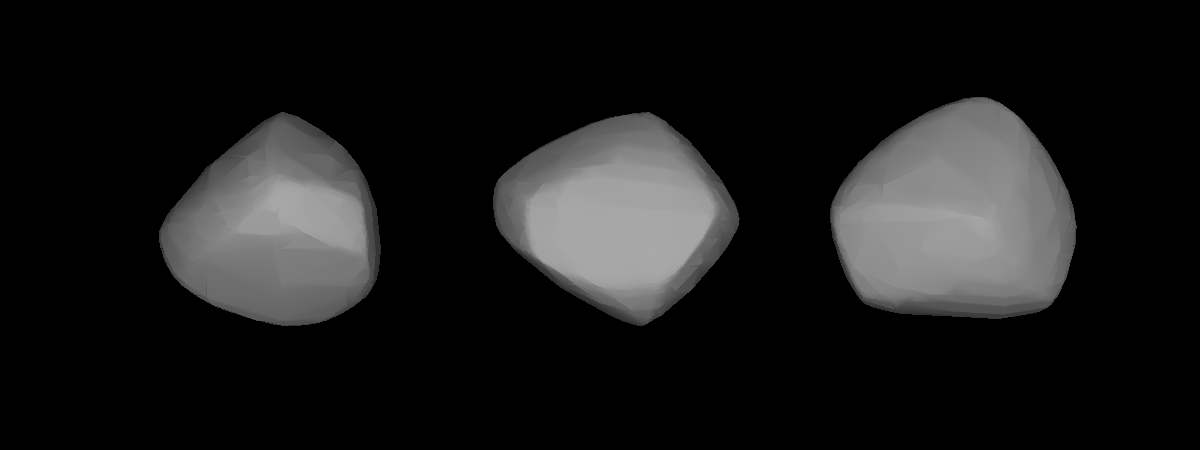
سیارک ۳۴۵

سیارک ۳۴۵ (به انگلیسی: 345 Tercidina، نامگذاری:1892O) سیصد و چهل و پنجمین سیارک کشف شده‌است که در ۲۳ نوامبر ۱۸۹۲ و در نیس کشف شد.
قدر مطلق سیارک برابر ۸٫۷۱ است.